# La Chapelle-Orthemale
Pour les articles homonymes, voir La Chapelle.
La Chapelle-Orthemale est une commune du centre de la France située sur la rive gauche de l'Indre, dans le département de l'Indre dans la région Centre-Val de Loire.

## Géographie

### Localisation
La commune est située dans le centre du département, dans la région naturelle de la Champagne berrichonne et au nord du parc naturel régional de la Brenne.
En distances orthodromiques, elle est distante de 6,5 km de Villedieu-sur-Indre, siège de la communauté de communes Val de l'Indre - Brenne ; de 18,5 km de Châteauroux, chef-lieu de l'arrondissement de Châteauroux et du département de l'Indre ; de 122,6 km d'Orléans, préfecture de la région Centre-Val de Loire ; et de 233,3 km de Paris, capitale de la France.

#### Communes limitrophes
| Buzançais  | Villedieu-sur-Indre   |                     |
| Vendœuvres | La Chapelle-Orthemale | Villedieu-sur-Indre |
|            | Neuillay-les-Bois     |                     |

### Géologie et hydrographie
L'altitude de la commune varie entre 111 et 151 mètres, ce qui en fait une commune particulièrement plate du centre de la France ; le centre de la commune est plus haut que le reste. Elle s'étend sur 1 680 hectares. La commune est classée en zone de sismicité 2, correspondant à une sismicité faible.
Pour ce qui est de l'hydrographie de la commune, on peut citer l'Indre et quelques autres ruisseaux traversant ou prenant source sur le territoire communal. L'Indre crée une frontière naturelle longue de 2,7 km avec les communes de Buzançais et de Villedieu-sur-Indre. En traversant la commune, l'Indre forme quatre îles. Un ruisseau prenant source dans les environs du centre de la commune se jette quelques centaines de mètres plus à l'ouest dans l'Indre. Plus au sud, on retrouve un autre ruisseau qui se jette dans la Claise.

### Hameaux et lieux-dits
Les hameaux et lieux-dits de la commune sont : Varenne, la Rue et la Gigotière.

### Climat
Pour des articles plus généraux, voir Climat du Centre-Val de Loire et Climat de l'Indre.
En 2010, le climat de la commune est de type climat océanique dégradé des plaines du Centre et du Nord, selon une étude du CNRS s'appuyant sur une série de données couvrant la période 1971-2000. En 2020, Météo-France publie une typologie des climats de la France métropolitaine dans laquelle la commune est exposée à un climat océanique altéré et est dans la région climatique Centre et contreforts nord du Massif Central, caractérisée par un air sec en été et un bon ensoleillement.
Pour la période 1971-2000, la température annuelle moyenne est de 11,5 °C, avec une amplitude thermique annuelle de 15,3 °C. Le cumul annuel moyen de précipitations est de 755 mm, avec 11,2 jours de précipitations en janvier et 7 jours en juillet. Pour la période 1991-2020, la température moyenne annuelle observée sur la station météorologique de Météo-France la plus proche, sur la commune de Pellevoisin à 16 km à vol d'oiseau, est de 12,4 °C et le cumul annuel moyen de précipitations est de 798,0 mm,. Pour l'avenir, les paramètres climatiques de la commune estimés pour 2050 selon différents scénarios d'émission de gaz à effet de serre sont consultables sur un site dédié publié par Météo-France en novembre 2022.

### Voies de communication et transports
Le territoire communal est desservi par les routes départementales : 1, 1E, 67 et 67A.
La gare ferroviaire la plus proche est la gare de Châteauroux, à 21 km.
La Chapelle-Orthemale est desservie par la ligne Q du Réseau de mobilité interurbaine.
L'aéroport le plus proche est l'aéroport de Châteauroux-Centre, à 23 km.

## Urbanisme

### Typologie
Au 1er janvier 2024, La Chapelle-Orthemale est catégorisée commune rurale à habitat très dispersé, selon la nouvelle grille communale de densité à sept niveaux définie par l'Insee en 2022.
Elle est située hors unité urbaine. Par ailleurs la commune fait partie de l'aire d'attraction de Châteauroux, dont elle est une commune de la couronne,. Cette aire, qui regroupe 71 communes, est catégorisée dans les aires de 50 000 à moins de 200 000 habitants,.

### Occupation des sols
L'occupation des sols de la commune, telle qu'elle ressort de la base de données européenne d’occupation biophysique des sols Corine Land Cover (CLC), est marquée par l'importance des territoires agricoles (82,3 % en 2018), une proportion sensiblement équivalente à celle de 1990 (82,1 %). La répartition détaillée en 2018 est la suivante : 
terres arables (79 %), forêts (17,7 %), prairies (3,3 %). L'évolution de l’occupation des sols de la commune et de ses infrastructures peut être observée sur les différentes représentations cartographiques du territoire : la carte de Cassini (XVIIIe siècle), la carte d'état-major (1820-1866) et les cartes ou photos aériennes de l'IGN pour la période actuelle (1950 à aujourd'hui).

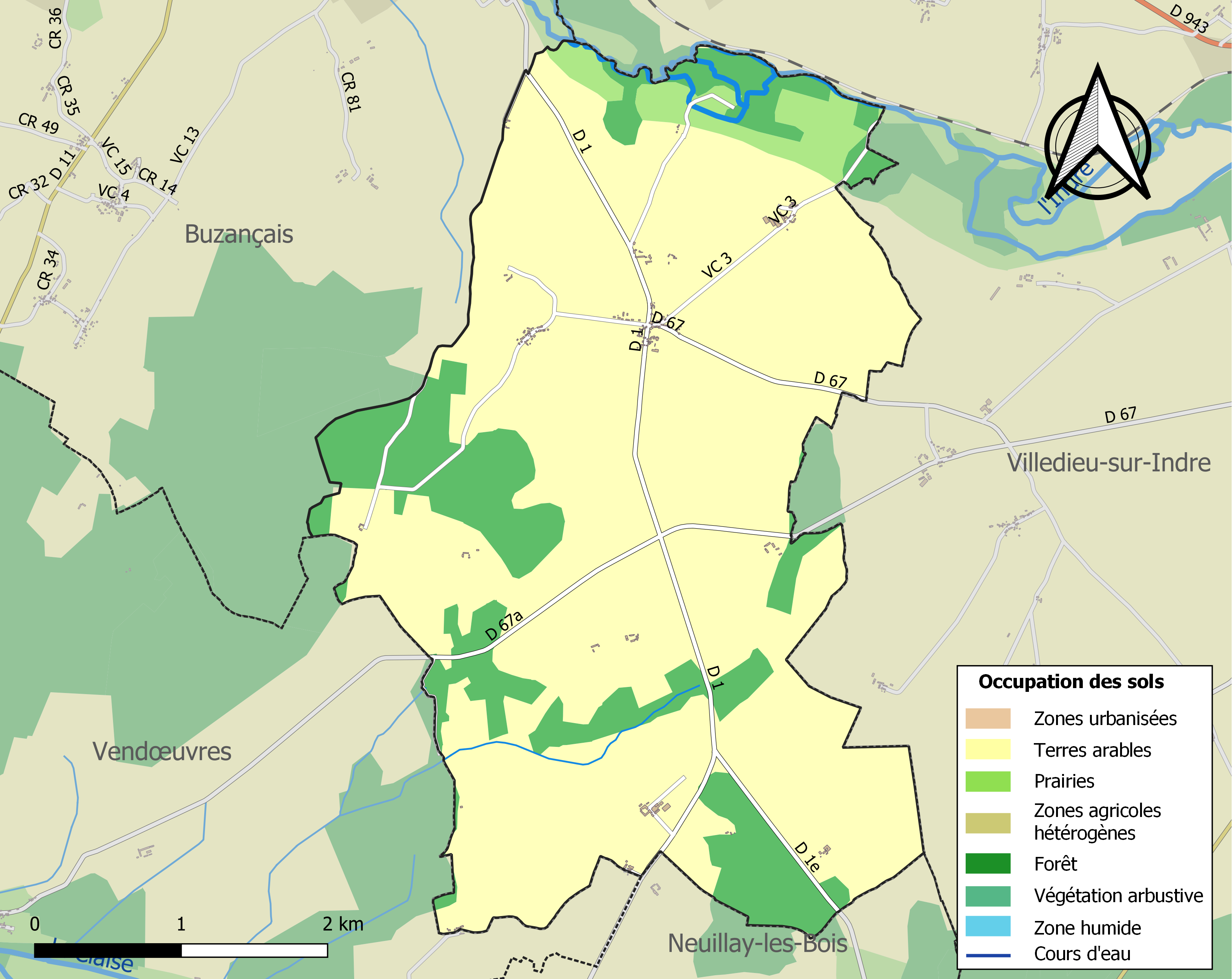
Carte des infrastructures et de l'occupation des sols de la commune en 2018 (CLC).

### Logement
Le tableau ci-dessous présente le détail du secteur des logements de la commune :
| Date du relevé                                              | 2013   | 2015   |
| Nombre total de logements                                   | 64     | 60     |
| Résidences principales                                      | 80,6 % | 81,7 % |
| Résidences secondaires                                      | 5,3 %  | 5 %    |
| Logements vacants                                           | 14,1 % | 13,3 % |
| Part des ménages propriétaires de leur résidence principale | 64 %   | 64 %   |

### Risques majeurs
Le territoire de la commune de La Chapelle-Orthemale est vulnérable à différents aléas naturels : météorologiques (tempête, orage, neige, grand froid, canicule ou sécheresse), inondations, feux de forêts et séisme (sismicité faible). Un site publié par le BRGM permet d'évaluer simplement et rapidement les risques d'un bien localisé soit par son adresse soit par le numéro de sa parcelle.
Certaines parties du territoire communal sont susceptibles d’être affectées par le risque d’inondation par débordement de cours d'eau, notamment l'Indre. La commune a été reconnue en état de catastrophe naturelle au titre des dommages causés par les inondations et coulées de boue survenues en 1982, 1999, 2015 et 2016,.
Pour anticiper une remontée des risques de feux de forêt et de végétation vers le nord de la France en lien avec le dérèglement climatique, les services de l’État en région Centre-Val de Loire (DREAL, DRAAF, DDT) avec les SDIS ont réalisé en 2021 un atlas régional du risque de feux de forêt, permettant d’améliorer la connaissance sur les massifs les plus exposés. La commune, étant pour partie dans les massifs de Châteauroux et de Brenne, est classée au niveau de risque 1, sur une échelle qui en comporte quatre (1 étant le niveau maximal).

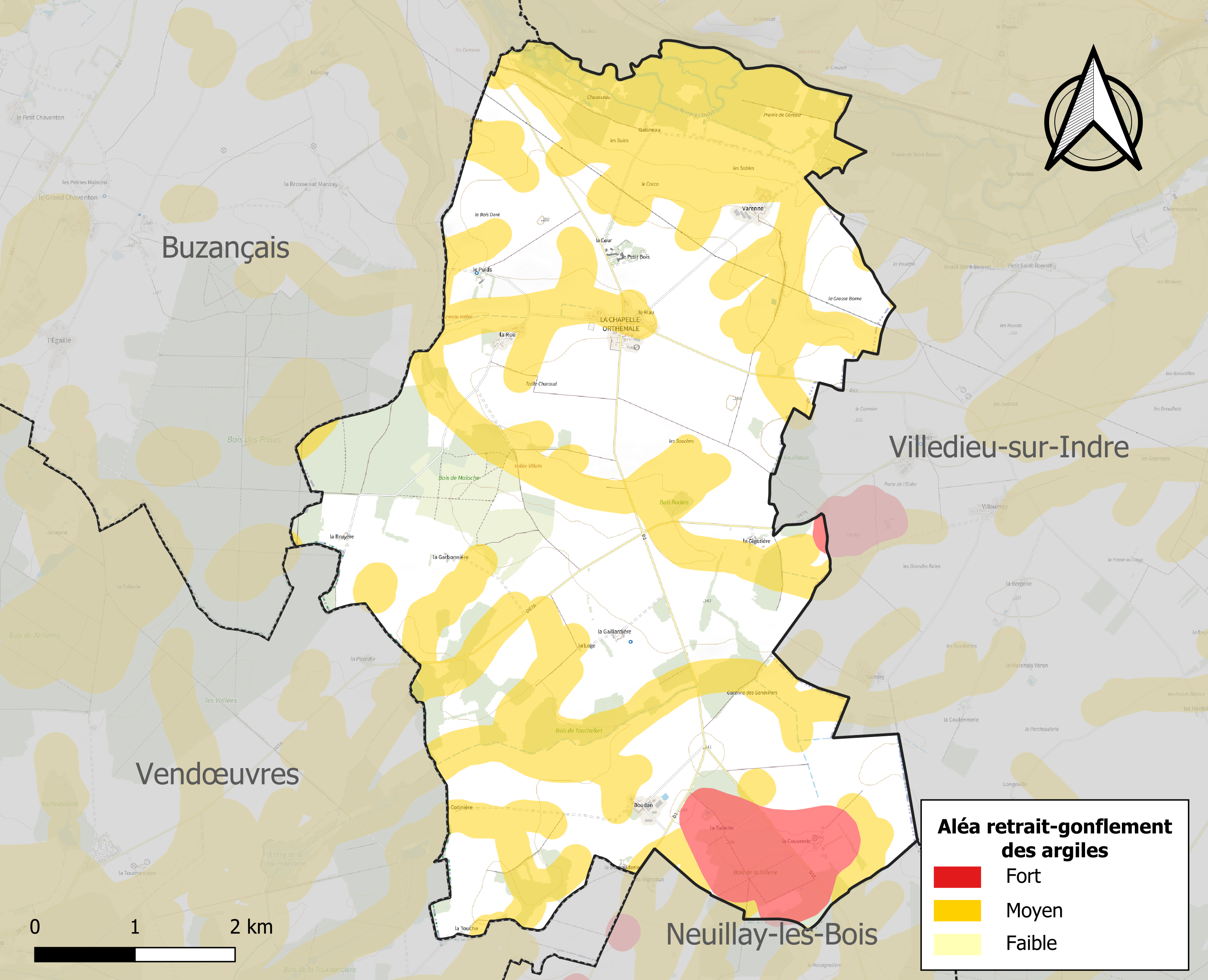
Carte des zones d'aléa retrait-gonflement des sols argileux de La Chapelle-Orthemale.

Le retrait-gonflement des sols argileux est susceptible d'engendrer des dommages importants aux bâtiments en cas d’alternance de périodes de sécheresse et de pluie. 48,1 % de la superficie communale est en aléa moyen ou fort (84,7 % au niveau départemental et 48,5 % au niveau national). Sur les 63 bâtiments dénombrés sur la commune en 2019, 36 sont en aléa moyen ou fort, soit 57 %, à comparer aux 86 % au niveau départemental et 54 % au niveau national. Une cartographie de l'exposition du territoire national au retrait gonflement des sols argileux est disponible sur le site du BRGM,.
Concernant les mouvements de terrains, la commune a été reconnue en état de catastrophe naturelle au titre des dommages causés par la sécheresse en 2018 et par des mouvements de terrain en 1999.

## Toponymie
Le nom est attesté sous les formes Artamola en 1327, Arca mal en 1351, Pritoratus de Arcemala au XIVe siècle, et Chapelle Artemalle en 1397.
Le nom de la commune est formé de chapelle  et d'Orthemale, qui, selon Ernest Nègre, serait un composé de arti (forme ancienne d’ortie, du latin urtica) et de masle, utilisé pour désigner l’urtica urens.
Durant la Révolution française, pour suivre le décret de la Convention du 25 vendémiaire an II invitant les communes ayant des noms pouvant rappeler les souvenirs de la royauté, de la féodalité ou des superstitions, à les remplacer par d'autres dénominations, la commune de La Chapelle-Horthemale change de nom pour Hortemale.
Ses habitants sont appelés les Artimaliens.

## Politique et administration
La commune dépend de l'arrondissement de Châteauroux, du canton de Buzançais, de la première circonscription de l'Indre et de la communauté de communes Val de l'Indre - Brenne.
| Période                                  | Période   | Identité         | Étiquette | Qualité                    |
| ---------------------------------------- | --------- | ---------------- | --------- | -------------------------- |
| mars 2001                                | mars 2008 | Claude Sauvaget  |           |                            |
| mars 2008,                               | 2020      | Philippe Dixneuf | DVD       | Ouvrier mégissier retraité |
| 2020                                     | En cours  | Christophe Morin |           |                            |
| Les données manquantes sont à compléter. |           |                  |           |                            |

## Population et société

### Démographie
L'évolution du nombre d'habitants est connue à travers les recensements de la population effectués dans la commune depuis 1793. Pour les communes de moins de 10 000 habitants, une enquête de recensement portant sur toute la population est réalisée tous les cinq ans, les populations de référence des années intermédiaires étant quant à elles estimées par interpolation ou extrapolation. Pour la commune, le premier recensement exhaustif entrant dans le cadre du nouveau dispositif a été réalisé en 2004.

En 2022, la commune comptait 100 habitants, en évolution de −13,04 % par rapport à 2016 (Indre : −3 %, France hors Mayotte : +2,11 %).
| 1793 | 1800 | 1806 | 1821 | 1831 | 1836 | 1841 | 1846 | 1851 |
| ---- | ---- | ---- | ---- | ---- | ---- | ---- | ---- | ---- |
| 228  | 191  | 272  | 288  | 272  | 274  | 261  | 274  | 249  |

| 1856 | 1861 | 1866 | 1872 | 1876 | 1881 | 1886 | 1891 | 1896 |
| ---- | ---- | ---- | ---- | ---- | ---- | ---- | ---- | ---- |
| 257  | 232  | 239  | 239  | 247  | 255  | 261  | 257  | 233  |

| 1901 | 1906 | 1911 | 1921 | 1926 | 1931 | 1936 | 1946 | 1954 |
| ---- | ---- | ---- | ---- | ---- | ---- | ---- | ---- | ---- |
| 244  | 249  | 252  | 252  | 197  | 213  | 197  | 202  | 190  |

| 1962 | 1968 | 1975 | 1982 | 1990 | 1999 | 2004 | 2006 | 2009 |
| ---- | ---- | ---- | ---- | ---- | ---- | ---- | ---- | ---- |
| 201  | 154  | 141  | 115  | 109  | 95   | 111  | 115  | 124  |

| 2014 | 2019 | 2022 | - | - | - | - | - | - |
| ---- | ---- | ---- | - | - | - | - | - | - |
| 119  | 102  | 100  | - | - | - | - | - | - |

### Enseignement
La commune ne possède pas de lieu d'enseignement.

### Médias
La commune est couverte par les médias suivants : La Nouvelle République du Centre-Ouest, Le Berry républicain, L'Écho - La Marseillaise, La Bouinotte, Le Petit Berrichon, France 3 Centre-Val de Loire, Berry Issoudun Première, Vibration, Forum, France Bleu Berry et RCF en Berry.

## Économie
La commune se situe dans l’aire urbaine de Châteauroux, dans la zone d’emploi de Châteauroux et dans le bassin de vie de Buzançais.
La commune se trouve dans l'aire géographique et dans la zone de production du lait, de fabrication et d'affinage des fromages Valençay et Sainte-maure-de-touraine.

## Culture locale et patrimoine

### Lieux et monuments
- Église
- Monument aux morts
- Château de La Chapelle Orthemale (privé)